# والیبال قهرمانی زنان جهان
والیبال قهرمانی زنان جهان یا قهرمانی والیبال زنان جهان معتبرترین مسابقات بین‌المللی والیبال دنیا پس از المپیک است که هر چهار سال یک‌بار با شرکت تیم‌های ملی برتر والیبال زنان دنیا برگزار می‌شود.
این مسابقات نبایستی با جام جهانی والیبال زنان اشتباه شود.

### خلاصه نتایج
| ۱۹۵۲ جزئیات | اتحاد جماهیر شوروی سوسیالیستی | · اتحاد جماهیر شوروی  | دوره‌ای | · لهستان              | · چکسلواکی            | دوره‌ای | · بلغارستان           | ۸  |
| ۱۹۵۶ جزئیات | فرانسه                        | · اتحاد جماهیر شوروی  | دوره‌ای | · رومانی              | · لهستان              | دوره‌ای | · چکسلواکی            | ۱۷ |
| ۱۹۶۰ جزئیات | برزیل                         | · اتحاد جماهیر شوروی  | دوره‌ای | · ژاپن                | · چکسلواکی            | دوره‌ای | · لهستان              | ۱۰ |
| ۱۹۶۲ جزئیات | اتحاد جماهیر شوروی سوسیالیستی | · ژاپن                | دوره‌ای | · اتحاد جماهیر شوروی  | · لهستان              | دوره‌ای | · بلغارستان           | ۱۴ |
| ۱۹۶۷ جزئیات | ژاپن                          | · ژاپن                | دوره‌ای | · ایالات متحده آمریکا | · کرهٔ جنوبی           | دوره‌ای | · پرو                 | ۴  |
| ۱۹۷۰ جزئیات | بلغارستان                     | · اتحاد جماهیر شوروی  | دوره‌ای | · ژاپن                | · کرهٔ شمالی           | دوره‌ای | · مجارستان            | ۱۶ |
| ۱۹۷۴ جزئیات | مکزیک                         | · ژاپن                | دوره‌ای | · اتحاد جماهیر شوروی  | · کرهٔ جنوبی           | دوره‌ای | · آلمان شرقی          | ۲۳ |
| ۱۹۷۸ جزئیات | اتحاد جماهیر شوروی سوسیالیستی | · کوبا                | ۳–۰    | · ژاپن                | · اتحاد جماهیر شوروی  | ۳–۱    | · کرهٔ جنوبی           | ۲۳ |
| ۱۹۸۲ جزئیات | پرو                           | · چین                 | ۳–۰    | · پرو                 | · ایالات متحده آمریکا | ۳–۱    | · ژاپن                | ۲۳ |
| ۱۹۸۶ جزئیات | چکسلواکی                      | · چین                 | ۳–۱    | · کوبا                | · پرو                 | ۳–۱    | · آلمان شرقی          | ۱۶ |
| ۱۹۹۰ جزئیات | جمهوری خلق چین                | · اتحاد جماهیر شوروی  | ۳–۱    | · چین                 | · ایالات متحده آمریکا | ۳–۱    | · کوبا                | ۱۶ |
| ۱۹۹۴ جزئیات | برزیل                         | · کوبا                | ۳–۰    | · برزیل               | · روسیه               | ۳–۱    | · کرهٔ جنوبی           | ۱۶ |
| ۱۹۹۸ جزئیات | ژاپن                          | · کوبا                | ۳–۰    | · چین                 | · روسیه               | ۳–۱    | · برزیل               | ۱۶ |
| ۲۰۰۲ جزئیات | آلمان                         | · ایتالیا             | ۳–۲    | · ایالات متحده آمریکا | · روسیه               | ۳–۱    | · چین                 | ۲۴ |
| ۲۰۰۶ جزئیات | ژاپن                          | · روسیه               | ۳–۲    | · برزیل               | · صربستان و مونته‌نگرو | ۳–۰    | · ایتالیا             | ۲۴ |
| ۲۰۱۰ جزئیات | ژاپن                          | · روسیه               | ۳–۲    | · برزیل               | · ژاپن                | ۳–۲    | · ایالات متحده آمریکا | ۲۴ |
| ۲۰۱۴ جزئیات | ایتالیا                       | · ایالات متحده آمریکا | ۳–۱    | · چین                 | · برزیل               | ۳–۲    | · ایتالیا             | ۲۴ |
| ۲۰۱۸ جزئیات | ژاپن                          | · صربستان             | ۲-۳    | · ایتالیا             | · چین                 | ۰-۳    | · هلند                | ۲۴ |
| ۲۰۲۲ جزئیات | هلند / لهستان                 | · صربستان             | ۰-۳    | · برزیل               | · ایتالیا             | ۰-۳    | · ایالات متحده آمریکا | ۲۴ |

### جدول مدال‌ها
| رتبه | کشور                | طلا | نقره | برنز | مجموع |
| ۱    | روسیه *             | ۷   | ۲    | ۴    | ۱۳    |
| ۲    | ژاپن                | ۳   | ۳    | ۱    | ۷     |
| ۳    | کوبا                | ۳   | ۱    | ۰    | ۴     |
| ۴    | چین                 | ۲   | ۲    | ۰    | ۴     |
| ۵    | ایتالیا             | ۱   | ۱    | ۰    | ۲     |
| ۶    | برزیل               | ۰   | ۳    | ۰    | ۳     |
| ۷    | ایالات متحده آمریکا | ۰   | ۲    | ۲    | ۴     |
| ۸    | لهستان              | ۰   | ۱    | ۲    | ۳     |
| ۹    | پرو                 | ۰   | ۱    | ۱    | ۲     |
| ۱۰   | رومانی              | ۰   | ۱    | ۰    | ۱     |
| ۱۱   | چک ^                | ۰   | ۰    | ۲    | ۲     |
| ۱۱   | کرهٔ جنوبی           | ۰   | ۰    | ۲    | ۲     |
| ۱۳   | کرهٔ شمالی           | ۰   | ۰    | ۱    | ۱     |
| ۱۳   | صربستان &           | ۰   | ۰    | ۱    | ۱     |

- دست‌آوردهای شوروی نیز برای روسیه محسوب می‌شود.